# 丘球学
丘 球學（おか きゅうがく、旧姓：山田、1877年10月17日 - 1953年10月14日）は、愛知県出身の日本の曹洞宗の僧侶。

## 略歴
明治10年（1877年）10月17日、愛知県碧海郡筒針村（現・岡崎市）山田栄助の三男として生まれる。1891年、静岡県磐田郡井通村（現・磐田市）の正医寺住職榑松賢童に就いて出家得度。可睡斎で修行し西有穆山・丘宗潭に師事して後を継ぐ。
1902年（明治35年）に曹洞宗大学林（現・駒澤大学）を卒業、1915年（大正4年）に修禅寺38世住職・安泰寺住職を継ぐ。
曹洞宗大学林副学監、永平寺後堂、總持寺西堂、ソウル博文寺住職を歴任し、1947年（昭和22年）に帰国後、永平寺西堂、永平寺東京別院監院、永平寺副貫首となる。
1953年（昭和28年）10月14日に遷化。

## 著作リスト
- 『般若台禅話』（相模書房、1937年）
- 『仏教の真髄』（修禅寺出版社、1930年）
- 『曹洞宗意綱要』（鴻盟社、1929年）